# شبگردهای گوش‌دار
شبگردهای گوش‌دار (نام علمی: Lyncornis) نام یک سرده از تیره شبگردان است.

## گونه‌ها
- شبگرد گوش‌دار مالزیایی (Lyncornis temminckii)
- شبگرد گوش‌دار بزرگ (Lyncornis macrotis)